# Lencloître
Lencloître är en kommun i departementet Vienne i regionen Nouvelle-Aquitaine i västra Frankrike. Kommunen ligger i kantonen Lencloître som tillhör arrondissementet Châtellerault. År 2022 hade Lencloître 2 490 invånare.

## Befolkningsutveckling
Antalet invånare i kommunen Lencloître
| Referens: INSEE |